# Album di Cristina D'Avena
Questa voce comprende gli album della discografia della cantante italiana Cristina D'Avena. 
L'eventuale valore presente nella cella indica il numero di unità presenti in quel formato: se non vi è nulla, se ne sottintende una sola.

## Album in studio
| Anno | Titolo                                                            | Formati | Formati | Formati | Formati | Formati      | Formati  | Posizione massima | Certificazioni | Note                                                                          |
| ---- | ----------------------------------------------------------------- | ------- | ------- | ------- | ------- | ------------ | -------- | ----------------- | -------------- | ----------------------------------------------------------------------------- |
| Anno | Titolo                                                            | CD      | LP      | MC      | DD      | Promozionale | Ristampa | ITA               | Certificazioni | Note                                                                          |
| 1982 | Do re mi... Five - Cantiamo con Five                              |         |         |         |         |              |          | —                 | —              |                                                                               |
| 1983 | Fivelandia                                                        |         |         |         |         |              |          | 17                | —              |                                                                               |
| 1984 | Fivelandia 2                                                      |         |         |         |         |              |          | 20                | —              |                                                                               |
| 1985 | Fivelandia 3                                                      |         |         |         |         |              |          | 17                | —              |                                                                               |
| 1986 | Fivelandia 4                                                      |         |         |         |         |              |          | 34                | —              |                                                                               |
| 1986 | CantaSnorky                                                       |         |         |         |         |              |          | —                 | —              |                                                                               |
| 1986 | David Gnomo amico mio                                             |         |         |         |         |              |          | —                 | —              |                                                                               |
| 1987 | Mio Mini Pony                                                     |         |         |         |         |              |          | —                 | —              |                                                                               |
| 1987 | Puffiamo all'avventura                                            |         |         |         |         |              |          | —                 | —              |                                                                               |
| 1987 | Cristina D'Avena con i tuoi amici in TV                           |         |         |         |         |              |          | 50                | —              | LP anche in PDK                                                               |
| 1987 | Fivelandia 5                                                      |         |         |         |         |              |          | 35                | —              |                                                                               |
| 1987 | Maple Town: un nido di simpatia                                   |         |         |         |         |              |          | —                 | —              |                                                                               |
| 1987 | Piccola, bianca Sibert                                            |         |         |         |         |              |          | —                 | —              |                                                                               |
| 1988 | Cristina D'Avena e i tuoi amici in TV 2                           |         |         |         |         |              |          | —                 | —              |                                                                               |
| 1988 | Fivelandia 6 – Le più belle sigle originali dei tuoi amici in TV  |         |         |         |         |              |          | 26                | —              |                                                                               |
| 1988 | Palla al centro per Rudy                                          |         |         |         |         |              |          | —                 | —              |                                                                               |
| 1988 | Viaggiamo con Benjamin                                            |         |         |         |         |              |          | —                 | —              |                                                                               |
| 1989 | Cristina D'Avena e... i tuoi amici in TV 3                        |         |         |         |         |              |          | —                 | —              |                                                                               |
| 1989 | Fivelandia 7                                                      |         |         |         |         |              |          | —                 | —              |                                                                               |
| 1990 | Cristina D'Avena e i tuoi amici in TV 4                           |         |         |         |         |              |          | —                 | —              |                                                                               |
| 1990 | Fivelandia 8                                                      |         |         |         |         |              |          | 25                | —              |                                                                               |
| 1991 | Cristina D'Avena e i tuoi amici in TV 5                           |         |         |         |         |              |          | —                 | —              |                                                                               |
| 1991 | Fivelandia 9 – Le più belle sigle originali dei tuoi amici in TV  |         |         |         |         |              |          | —                 | —              |                                                                               |
| 1992 | Fivelandia 10 – Le più belle sigle originali dei tuoi amici in TV |         |         |         |         |              |          | —                 | —              |                                                                               |
| 1993 | Cristina D'Avena e i tuoi amici in TV 6                           |         |         |         |         |              |          | —                 | —              |                                                                               |
| 1993 | Fivelandia 11 – Le più belle sigle originali dei tuoi amici in TV |         |         |         |         |              |          | —                 | —              |                                                                               |
| 1994 | Cristina D'Avena e i tuoi amici in TV 7                           |         |         |         |         |              |          | —                 | —              |                                                                               |
| 1994 | Fivelandia 12                                                     |         |         |         |         |              |          | —                 | —              | Con cassetta speciale                                                         |
| 1995 | Cristina D'Avena e i tuoi amici in TV 8                           |         |         |         |         |              |          | —                 | —              |                                                                               |
| 1995 | Fivelandia 13                                                     |         |         |         |         |              |          | —                 | —              |                                                                               |
| 1996 | Cristina D'Avena e i tuoi amici in TV 9                           |         |         |         |         |              |          | 10                | —              |                                                                               |
| 1996 | Fivelandia 14                                                     |         |         |         |         |              |          | 37                | - ITA: Platino |                                                                               |
| 1996 | Fivelandia 14                                                     |         |         |         |         |              |          | —                 | —              |                                                                               |
| 1997 | Cristina D'Avena e i tuoi amici in TV 10                          |         |         |         |         |              |          | 44                | —              |                                                                               |
| 1997 | Fivelandia 15                                                     |         |         |         |         |              |          | —                 | —              |                                                                               |
| 1998 | Cristina D'Avena e i tuoi amici in TV 11                          |         |         |         |         |              |          | —                 | —              |                                                                               |
| 1998 | Fivelandia 16                                                     |         |         |         |         |              |          | 36                | —              |                                                                               |
| 1999 | Cristina D'Avena e i tuoi amici in TV 12                          |         |         |         |         |              |          | —                 | —              |                                                                               |
| 1999 | Fivelandia 1999                                                   |         |         |         |         |              |          | —                 | —              |                                                                               |
| 2000 | Cristina D'Avena e i tuoi amici in TV 13                          |         |         |         |         |              |          | —                 | —              |                                                                               |
| 2000 | Fivelandia 18                                                     |         |         |         |         |              |          | —                 | —              |                                                                               |
| 2001 | Cristina D'Avena e i tuoi amici in TV 14                          |         |         |         |         |              |          | —                 | —              |                                                                               |
| 2001 | Fivelandia 19                                                     |         |         |         |         |              |          | —                 | —              |                                                                               |
| 2002 | Cristina D'Avena e i tuoi amici in TV 15                          |         |         |         |         |              |          | —                 | —              |                                                                               |
| 2002 | Fivelandia 20                                                     |         |         |         |         |              |          | —                 | —              |                                                                               |
| 2003 | Cristina D'Avena e i tuoi amici in TV 16                          |         |         |         |         |              |          | —                 | —              |                                                                               |
| 2003 | Hamtaro piccoli criceti, grandi avventure                         |         |         |         |         |              |          | —                 | —              |                                                                               |
| 2003 | Fivelandia 21                                                     |         |         |         |         |              |          | —                 | —              |                                                                               |
| 2004 | Cristina D'Avena e i tuoi amici in TV 2004                        |         |         |         |         |              |          | —                 | —              |                                                                               |
| 2004 | Fivelandia 22                                                     |         |         |         |         |              |          | —                 | —              |                                                                               |
| 2005 | Cristina D'Avena e i tuoi amici in TV 18                          |         |         |         |         |              |          | —                 | —              |                                                                               |
| 2006 | Mirmo                                                             |         |         |         |         |              |          | —                 | —              |                                                                               |
| 2006 | Fivelandia 1 & 2                                                  | 2       |         |         |         |              |          | —                 | —              |                                                                               |
| 2006 | Fivelandia 3 & 4                                                  | 2       |         |         |         |              |          | —                 | —              |                                                                               |
| 2006 | Fivelandia 5 & 6                                                  | 2       |         |         |         |              |          | —                 | —              |                                                                               |
| 2006 | Fivelandia 7 & 8                                                  | 2       |         |         |         |              |          | —                 | —              |                                                                               |
| 2006 | Fivelandia 9 & 10                                                 | 2       |         |         |         |              |          | —                 | —              |                                                                               |
| 2006 | Cristina D'Avena e i tuoi amici in TV 19                          |         |         |         |         |              |          | —                 | —              |                                                                               |
| 2006 | Fivelandia 1                                                      |         |         |         |         |              |          | —                 | —              |                                                                               |
| 2006 | Fivelandia 2                                                      |         |         |         |         |              |          | —                 | —              |                                                                               |
| 2006 | Fivelandia 3                                                      |         |         |         |         |              |          | —                 | —              |                                                                               |
| 2006 | Fivelandia 4                                                      |         |         |         |         |              |          | —                 | —              |                                                                               |
| 2006 | Fivelandia 5                                                      |         |         |         |         |              |          | —                 | —              |                                                                               |
| 2006 | Fivelandia 6                                                      |         |         |         |         |              |          | —                 | —              |                                                                               |
| 2006 | Fivelandia 7                                                      |         |         |         |         |              |          | —                 | —              |                                                                               |
| 2006 | Fivelandia 8                                                      |         |         |         |         |              |          | —                 | —              |                                                                               |
| 2006 | Fivelandia 9                                                      |         |         |         |         |              |          | —                 | —              |                                                                               |
| 2006 | Fivelandia 10                                                     |         |         |         |         |              |          | —                 | —              |                                                                               |
| 2006 | Puffiamo all'avventura                                            |         |         |         |         |              |          | —                 | —              |                                                                               |
| 2006 | Hamtaro piccoli criceti, grandi avventure                         |         |         |         |         |              |          | —                 | —              |                                                                               |
| 2007 | Cristina D'Avena e i tuoi amici in TV 20                          |         |         |         |         |              |          | 85                | —              |                                                                               |
| 2008 | Cristina D'Avena e i tuoi amici in TV 21                          |         |         |         |         |              |          | 42                | —              |                                                                               |
| 2010 | Angel's Friends                                                   |         |         |         |         |              |          | —                 | —              |                                                                               |
| 2017 | Duets - Tutti cantano Cristina                                    |         |         |         |         |              |          | 1                 | - ITA: Platino |                                                                               |
| 2017 | Duets - Tutti cantano Cristina                                    |         | 2       |         |         |              |          | 1                 | - ITA: Platino |                                                                               |
| 2018 | Duets Forever - Tutti cantano Cristina                            |         |         |         |         |              |          | 3                 | - ITA: Oro     |                                                                               |
| 2018 | Duets Forever - Tutti cantano Cristina                            |         | 2       |         |         |              |          | 1                 | - ITA: Oro     |                                                                               |
| 2022 | 40 - Il sogno continua                                            | 3       |         |         |         |              |          | 6                 |                | Sarà in commercio anche una versione deluxe contenente 5 CD e diversi gadget. |

## Colonne sonore
| Anno | Titolo                         | Formati | Formati | Formati | Formati | Formati      | Formati  | Posizione massima | Certificazioni | Note |
| ---- | ------------------------------ | ------- | ------- | ------- | ------- | ------------ | -------- | ----------------- | -------------- | ---- |
| Anno | Titolo                         | CD      | LP      | MC      | DD      | Promozionale | Ristampa | ITA               | Certificazioni | Note |
| 1986 | Kiss Me Licia e i Bee Hive     |         |         |         |         |              |          | 10                | - ITA: Platino |      |
| 1986 | Love Me Licia e i Bee Hive     |         |         |         |         |              |          | 18                | —              |      |
| 1987 | Licia dolce Licia e i Bee Hive |         |         |         |         |              |          | 45                | —              |      |
| 1987 | Teneramente Licia e i Bee Hive |         |         |         |         |              |          | 19                | —              |      |
| 1988 | Balliamo e cantiamo con Licia  |         |         |         |         |              |          | 41                | —              |      |
| 1988 | Arriva Cristina                |         |         |         |         |              |          | —                 | - ITA: Platino |      |
| 1989 | Cristina                       |         |         |         |         |              |          | —                 | - ITA: Platino |      |
| 1990 | Cri Cri                        |         |         |         |         |              |          | —                 | - ITA: Platino |      |
| 1991 | Cristina, l'Europa siamo noi   |         |         |         |         |              |          | —                 | —              |      |

## Tributi
| Anno | Titolo                                    | Formati | Formati | Formati | Formati | Formati      | Formati  | Posizione massima | Certificazioni | Note                        |
| ---- | ----------------------------------------- | ------- | ------- | ------- | ------- | ------------ | -------- | ----------------- | -------------- | --------------------------- |
| Anno | Titolo                                    | CD      | LP      | MC      | DD      | Promozionale | Ristampa | ITA               | Certificazioni | Note                        |
| 1994 | Cristina canta Disney                     |         |         |         |         |              |          | —                 | —              |                             |
| 1997 | Cristina canta Disney                     |         |         |         |         |              |          | —                 | —              |                             |
| 2006 | Cristina canta Disney                     |         |         |         |         |              |          | —                 | —              |                             |
| 2006 | Il valzer del moscerino                   |         |         |         |         |              |          | —                 | —              |                             |
| 2007 | 44 gatti e tante altre                    |         |         |         |         |              |          | —                 | —              |                             |
| 2009 | Magia di Natale                           |         |         |         |         |              |          | 42                | —              |                             |
| 2011 | Il valzer del moscerino (Special Edition) | 2       |         |         |         |              |          | —                 | —              |                             |
| 2011 | Magia di Natale (ristampa)                |         |         |         |         |              |          | —                 | —              | Ristampa di Magia di Natale |
| 2014 | Magia di Natale (Deluxe Edition)          |         |         |         |         |              |          | 42                | —              |                             |

## Album digitali
| Anno | Titolo                                           | Formati | Formati      | Formati  | Posizione massima | Certificazioni | Note |
| ---- | ------------------------------------------------ | ------- | ------------ | -------- | ----------------- | -------------- | ---- |
| Anno | Titolo                                           | DD      | Promozionale | Ristampa | ITA               | Certificazioni | Note |
| 2013 | Cartoon in love                                  |         |              |          | —                 | —              |      |
| 2014 | #auguriCri                                       |         |              |          | —                 | —              |      |
| 2015 | Cristina D'Avena e i tuoi amici in TV Collection | 5       |              |          | —                 | —              |      |
| 2015 | Fivelandia Story                                 | 5       |              |          | —                 | —              |      |
| 2018 | Fivelandia Reloaded - Volume 1                   |         |              |          | —                 | —              |      |
| 2018 | Fivelandia Reloaded - Volume 2                   |         |              |          | —                 | —              |      |
| 2018 | Fivelandia Reloaded - Volume 3                   |         |              |          | —                 | —              |      |
| 2018 | Fivelandia Reloaded - Volume 4                   |         |              |          | —                 | —              |      |
| 2019 | Fivelandia Reloaded - Volume 5                   |         |              |          | —                 | —              |      |
| 2019 | Fivelandia Reloaded - Volume 6                   |         |              |          | —                 | —              |      |
| 2019 | Fivelandia Reloaded - Volume 7                   |         |              |          | —                 | —              |      |
| 2019 | Fivelandia Reloaded - Volume 8                   |         |              |          | —                 | —              |      |
| 2019 | Cristina D'Avena e i tuoi amici in TV Reloaded   | 5       |              |          | —                 | —              |      |

## Raccolte
| Anno | Titolo                                                           | Formati | Formati | Formati | Formati | Formati      | Formati  | Posizione massima | Certificazioni | Note                                                                                       |
| ---- | ---------------------------------------------------------------- | ------- | ------- | ------- | ------- | ------------ | -------- | ----------------- | -------------- | ------------------------------------------------------------------------------------------ |
| Anno | Titolo                                                           | CD      | LP      | MC      | DD      | Promozionale | Ristampa | ITA               | Certificazioni | Note                                                                                       |
| 1982 | Bambino Pinocchio e i suoi amici in tv                           |         |         |         |         |              |          | —                 | —              |                                                                                            |
| 1987 | Fivelandia Collection                                            |         | 3       | 3       |         |              |          | —                 | —              |                                                                                            |
| 1991 | Bim Bum Bam - Volume 1                                           |         |         |         |         |              |          | —                 | —              |                                                                                            |
| 1991 | Bim Bum Bam - Volume 2                                           |         |         |         |         |              |          | —                 | —              |                                                                                            |
| 1991 | Il meglio di Licia e i Bee Hive                                  |         |         |         |         |              |          | —                 | —              |                                                                                            |
| 1991 | I grandi successi di Fivelandia                                  |         |         |         |         |              |          | —                 | —              |                                                                                            |
| 1991 | Cristina per noi                                                 |         |         |         |         |              |          | —                 | —              |                                                                                            |
| 1992 | Cantiamo con Cristina: Che avventura!                            |         |         |         |         |              |          | —                 | —              |                                                                                            |
| 1992 | Cantiamo con Cristina: Cuccioli in erba                          |         |         |         |         |              |          | —                 | —              |                                                                                            |
| 1992 | Le più belle canzoni di Cristina D'Avena - Vol. 1                |         |         |         |         |              |          | —                 | —              |                                                                                            |
| 1992 | Le più belle canzoni di Cristina D'Avena - Vol. 2                |         |         |         |         |              |          | —                 | —              |                                                                                            |
| 1993 | I Successi di Cristina - Vol. 1                                  |         |         |         |         |              |          | —                 | —              |                                                                                            |
| 1993 | I Successi di Cristina - Vol. 2                                  |         |         |         |         |              |          | —                 | —              |                                                                                            |
| 1993 | Le Canzoni dei Puffi                                             |         |         |         |         |              |          | —                 | —              |                                                                                            |
| 1993 | Le Canzoni di Licia                                              |         |         |         |         |              |          | —                 | —              |                                                                                            |
| 1997 | Cristalli, petali e misteri per Sailor Moon                      |         |         |         |         |              |          | —                 | —              |                                                                                            |
| 1997 | Un'avventura al giorno                                           |         |         |         |         |              |          | —                 | —              |                                                                                            |
| 1997 | L'amore è magia                                                  |         |         |         |         |              |          | —                 | —              |                                                                                            |
| 1997 | Le fiabe più belle                                               |         |         |         |         |              |          | —                 | —              |                                                                                            |
| 1997 | Un mondo di amici                                                |         |         |         |         |              |          | —                 | —              |                                                                                            |
| 1997 | Prendi il mondo e vai                                            |         |         |         |         |              |          | —                 | —              |                                                                                            |
| 1997 | Un'avventura al giorno                                           |         |         |         |         |              |          | —                 | —              |                                                                                            |
| 1997 | L'amore è magia                                                  |         |         |         |         |              |          | —                 | —              |                                                                                            |
| 1997 | Le fiabe più belle                                               |         |         |         |         |              |          | —                 | —              |                                                                                            |
| 1997 | Un mondo di amici                                                |         |         |         |         |              |          | —                 | —              |                                                                                            |
| 1997 | Prendi il mondo e vai                                            |         |         |         |         |              |          | —                 | —              |                                                                                            |
| 1997 | Tira & Molla e altre sigle TV                                    |         |         |         |         |              |          | —                 | —              |                                                                                            |
| 1997 | Tira & Molla compilation                                         |         |         |         |         |              |          | —                 | —              |                                                                                            |
| 1999 | Siamo tutti campioni                                             |         |         |         |         |              |          | —                 | —              |                                                                                            |
| 1999 | Quattro zampe e...                                               |         |         |         |         |              |          | —                 | —              |                                                                                            |
| 1999 | Amiche del cuore                                                 |         |         |         |         |              |          | —                 | —              |                                                                                            |
| 1999 | Nel meraviglioso mondo degli gnomi                               |         |         |         |         |              |          | —                 | —              |                                                                                            |
| 2002 | Le canzoni più belle                                             |         |         |         |         |              |          | —                 | —              |                                                                                            |
| 2002 | Greatest Hits                                                    | 2       |         | 2       |         |              |          | —                 | —              |                                                                                            |
| 2003 | Greatest Hits - Vol. 1                                           |         |         |         |         |              |          | —                 | —              | Ristampa del CD1 di Greatest Hits                                                          |
| 2003 | Greatest Hits - Vol. 2                                           |         |         |         |         |              |          | —                 | —              | Ristampa del CD2 di Greatest Hits                                                          |
| 2003 | Greatest Hits                                                    |         |         | 2       |         |              |          | —                 | —              |                                                                                            |
| 2004 | Cartoon Story                                                    | 5       |         |         |         |              |          | —                 | —              |                                                                                            |
| 2004 | Boing - Le sigle più belle dei cartoni                           |         |         |         |         |              |          | —                 | —              |                                                                                            |
| 2005 | Cartoon Parade                                                   |         |         |         |         |              |          | —                 | —              |                                                                                            |
| 2005 | Cartoonlandia Boys                                               | 3       |         |         |         |              |          | —                 | —              |                                                                                            |
| 2005 | Cartoonlandia Girls                                              | 3       |         |         |         |              |          | —                 | —              |                                                                                            |
| 2006 | Wonder Girls                                                     |         |         |         |         |              |          | —                 | —              |                                                                                            |
| 2006 | The Master Saga / Pokémon Saga                                   |         |         |         |         |              |          | —                 | —              |                                                                                            |
| 2006 | Mundial Goal                                                     |         |         |         |         |              |          | —                 | —              |                                                                                            |
| 2006 | Le Canzoni dei Puffi                                             |         |         |         |         |              |          | —                 | —              |                                                                                            |
| 2006 | Il meglio di Cartoon Music                                       |         |         |         |         |              |          | —                 | —              |                                                                                            |
| 2006 | Le canzoni di Nonna Pina                                         | 2       |         |         |         |              |          | —                 | —              |                                                                                            |
| 2006 | Crocodile Music                                                  | 2       |         |         |         |              |          | —                 | —              |                                                                                            |
| 2006 | Cartoonlandia Boys&Girls Story                                   | 3       |         |         |         |              |          | —                 | —              |                                                                                            |
| 2006 | Le canzoni di Nonna Pina - Special                               | 3       |         |         |         |              |          | —                 | —              |                                                                                            |
| 2007 | Che magia!                                                       |         |         |         |         |              |          | —                 | —              |                                                                                            |
| 2007 | I nostri eroi                                                    |         |         |         |         |              |          | —                 | —              |                                                                                            |
| 2007 | Il Mondo delle Favole                                            |         |         |         |         |              |          | —                 | —              |                                                                                            |
| 2007 | Impariamo e scopriamo                                            |         |         |         |         |              |          | —                 | —              |                                                                                            |
| 2007 | Nel mondo degli gnomi                                            |         |         |         |         |              |          | —                 | —              |                                                                                            |
| 2007 | Mostri, streghe e vampiri                                        |         |         |         |         |              |          | —                 | —              |                                                                                            |
| 2007 | Principi e Principesse                                           |         |         |         |         |              |          | —                 | —              |                                                                                            |
| 2007 | Super Stars                                                      |         |         |         |         |              |          | —                 | —              |                                                                                            |
| 2007 | Le canzoni di Nonna Pina                                         | 2       |         |         |         |              |          | —                 | —              |                                                                                            |
| 2007 | Le canzoni di Nonna Pina - Greatest Hits                         | 2       |         |         |         |              |          | —                 | —              |                                                                                            |
| 2007 | Baby Dance                                                       | 3       |         |         |         |              |          | —                 | —              |                                                                                            |
| 2007 | Pokémon Compilation                                              |         |         |         |         |              |          | —                 | —              |                                                                                            |
| 2008 | Cartoonlandia Boys and Girls Story                               | 2       |         |         |         |              |          | —                 | —              |                                                                                            |
| 2008 | Le canzoni di Nonna Pina - Story                                 | 2       |         |         |         |              |          | —                 | —              |                                                                                            |
| 2008 | Boing Music Compilation                                          |         |         |         |         |              |          | —                 | —              |                                                                                            |
| 2008 | Cartoon Music Mania                                              | 2       |         |         |         |              |          | —                 | —              |                                                                                            |
| 2008 | Cartoon Music Mania                                              |         |         |         |         |              |          | —                 | —              |                                                                                            |
| 2008 | Natale con Nonna Pina                                            | 5       |         |         |         |              |          | —                 | —              |                                                                                            |
| 2008 | Gormiti Compilation e i tuoi supereroi                           | 3       |         |         |         |              |          | —                 | —              |                                                                                            |
| 2009 | 50 volte Puffi - I nostri primi cinquant'anni                    |         |         |         |         |              |          | —                 | —              |                                                                                            |
| 2009 | Nonna Pina Sprint - Le tagliatelle di Nonna Pina...e molte altre | 4       |         |         |         |              |          | —                 | —              |                                                                                            |
| 2009 | Cartoonlandia: Le basi musicali dei cartoni                      |         |         |         |         |              |          | —                 | —              |                                                                                            |
| 2009 | Boing Cartoon Compilation                                        |         |         |         |         |              |          | —                 | —              | Ristampa di Boing Music Compilation                                                        |
| 2009 | Fai la nanna con Cicciobello                                     |         |         |         |         |              |          | —                 | —              |                                                                                            |
| 2009 | Cartoonlandia: Basi musicali                                     |         |         |         |         |              |          | —                 | —              |                                                                                            |
| 2009 | Cristina for You                                                 | 2       |         |         |         |              |          | —                 | —              |                                                                                            |
| 2009 | Cart1: I cartoni originali di Italia Uno                         |         |         |         |         |              |          | —                 | —              |                                                                                            |
| 2010 | Il coccodrillo, le tagliatelle...                                | 2       |         |         |         |              |          | 66                | —              |                                                                                            |
| 2010 | Bambini per sempre                                               | 3       |         |         |         |              |          | —                 | —              |                                                                                            |
| 2010 | Baby Dance - Estate                                              | 3       |         |         |         |              |          | —                 | —              | Ristampa di Baby Dance                                                                     |
| 2010 | Puffi che passione                                               | 2       |         |         |         |              |          | —                 | —              |                                                                                            |
| 2010 | Natale con Cristina                                              | 4       |         |         |         |              |          | 54                | —              |                                                                                            |
| 2010 | Licia e i Bee Hive Story                                         | 5       |         |         |         |              |          | —                 | —              |                                                                                            |
| 2010 | Arriva Cristina Story                                            | 4       |         |         |         |              |          | —                 | —              |                                                                                            |
| 2011 | Cristalli, petali e misteri per Sailor Moon                      |         |         |         |         |              |          | —                 | —              | Riedizione dell'album omonimo                                                              |
| 2011 | Cristina for You                                                 | 2       |         |         |         |              |          | —                 | —              |                                                                                            |
| 2011 | Cristina D'Avena e le Super Girls                                | 2       |         |         |         |              |          | —                 | —              |                                                                                            |
| 2011 | Cristina D'Avena e il Mondo delle Favole                         | 2       |         |         |         |              |          | —                 | —              |                                                                                            |
| 2011 | Cartoonlandia Story '80-'90                                      | 2       |         |         |         |              |          | —                 | —              |                                                                                            |
| 2011 | Cartoonlandia Story 2000-2010                                    | 2       |         |         |         |              |          | —                 | —              |                                                                                            |
| 2011 | Super Campioni                                                   | 2       |         |         |         |              |          | —                 | —              |                                                                                            |
| 2011 | Oltre i cieli dell'avventura e...                                | 2       |         |         |         |              |          | —                 | —              |                                                                                            |
| 2011 | Nella bella fattoria                                             | 2       |         |         |         |              |          | —                 | —              |                                                                                            |
| 2011 | Puffi che passione                                               | 2       |         |         |         |              |          | —                 | —              | Ristampa di Puffi che passione                                                             |
| 2011 | Il meglio di Cristina D'Avena                                    | 2       |         |         |         |              |          | 62                | —              |                                                                                            |
| 2011 | Balla e canta con Nonna Pina                                     | 3       |         |         |         |              |          | —                 | —              |                                                                                            |
| 2011 | Le sigle originali dei cartoni di Italia Uno                     | 2       |         |         |         |              |          | —                 | —              |                                                                                            |
| 2012 | Bim Bum Bam compilation                                          | 2       |         |         |         |              |          | —                 | —              |                                                                                            |
| 2012 | Bim Bum Bam compilation                                          | 2       |         |         |         |              |          | —                 | —              |                                                                                            |
| 2012 | Il Valzer del Moscerino...e altre ancora                         | 2       |         |         |         |              |          | —                 | —              |                                                                                            |
| 2012 | Il Valzer del Moscerino presenta: La Bella Fattoria              | 2       |         |         |         |              |          | —                 | —              |                                                                                            |
| 2012 | Il Valzer del Moscerino presenta: Le Favole                      | 2       |         |         |         |              |          | —                 | —              |                                                                                            |
| 2012 | Il Valzer del Moscerino presenta: Le Canzoni da Grandi           | 2       |         |         |         |              |          | —                 | —              |                                                                                            |
| 2012 | Il Valzer del Moscerino presenta: Cartuno Remix                  | 2       |         |         |         |              |          | —                 | —              |                                                                                            |
| 2012 | 30 e poi... - Parte prima                                        | 3       |         |         |         |              |          | 33                | —              |                                                                                            |
| 2013 | 30 e poi... - Parte seconda                                      |         |         |         |         |              |          | 33                | —              | DVD + CD + Libro fotografico                                                               |
| 2015 | Cristina D'Avena                                                 |         |         |         |         |              |          | 30                | —              | Edito in LP PDK                                                                            |
| 2016 | #le sigle più belle                                              | 2       |         |         |         |              |          | 3                 | —              |                                                                                            |
| 2017 | Il valzer del moscerino                                          |         |         |         |         |              |          | —                 | —              | Riedizione                                                                                 |
| 2017 | I grandi classici                                                | 2       |         |         |         |              |          | —                 | —              |                                                                                            |
| 2017 | Il mondo delle favole                                            | 2       |         |         |         |              |          | —                 | —              | Riedizione                                                                                 |
| 2017 | Fantastiche avventure                                            | 2       |         |         |         |              |          | —                 | —              |                                                                                            |
| 2018 | #le sigle più belle - volume 1                                   |         | 2       |         |         |              |          | 7                 | —              | Ristampa in vinile del primo CD dell'album #le sigle più belle                             |
| 2018 | Le più belle sigle TV di Bim Bum Bam                             | 3       |         |         |         |              |          | —                 | —              |                                                                                            |
| 2018 | Duets + Duets Forever - Tutti cantano Cristina                   | 2       |         |         |         |              |          | —                 | —              | Repack degli album Duets - Tutti cantano Cristina e Duets Forever - Tutti cantano Cristina |
| 2020 | le sigle più belle - volume 2                                    |         | 2       |         |         |              |          |                   |                | Ristampa in vinile del secondo CD dell'album #le sigle più belle                           |

## Remix
| Anno | Titolo                             | Formati | Formati | Formati | Formati | Formati      | Formati  | Posizione massima | Certificazioni | Note                                                 |
| ---- | ---------------------------------- | ------- | ------- | ------- | ------- | ------------ | -------- | ----------------- | -------------- | ---------------------------------------------------- |
| Anno | Titolo                             | CD      | LP      | MC      | DD      | Promozionale | Ristampa | ITA               | Certificazioni | Note                                                 |
| 1996 | Cristina D'Avena Dance             |         |         |         |         |              |          | —                 | —              |                                                      |
| 1996 | Cristina D'Avena Baby Mix          |         |         |         |         |              |          | —                 | —              | Ristampa della raccolta remix Cristina D'Avena Dance |
| 2000 | Pokémon Cartoons Dance Compilation |         |         |         |         |              |          | —                 | —              |                                                      |
| 2001 | Cartuno                            |         |         |         |         |              |          | —                 | —              |                                                      |
| 2002 | Cartuno - Parte 2                  |         |         |         |         |              |          | —                 | —              |                                                      |
| 2003 | Cartuno - Parte 3                  |         |         |         |         |              |          | —                 | —              |                                                      |
| 2004 | Cartuno - Parte 4                  |         |         |         |         |              |          | —                 | —              |                                                      |
| 2006 | Cristina D'Avena Baby Mix          |         |         |         |         |              |          | —                 | —              |                                                      |

## Extended play
| Anno | Titolo                                                     | Formati | Formati | Formati | Formati | Formati      | Formati  | Posizione massima | Certificazioni | Note                                 |
| ---- | ---------------------------------------------------------- | ------- | ------- | ------- | ------- | ------------ | -------- | ----------------- | -------------- | ------------------------------------ |
| Anno | Titolo                                                     | CD      | LP      | MC      | DD      | Promozionale | Ristampa | ITA               | Certificazioni | Note                                 |
| 1986 | Memole dolce Memole                                        |         |         |         |         |              |          | —                 | —              | MC promozionale - Formaggini Susanna |
| 2008 | Le fiabe di Fata Cri: Fata Cri e i draghetti pasticcioni   |         |         |         |         |              |          | —                 | —              |                                      |
| 2008 | Le fiabe di Fata Cri: Fata Cri e il ballo degli scoiattoli |         |         |         |         |              |          | —                 | —              |                                      |
| 2009 | Le fiabe di Fata Cri: Il mistero della principessa         |         |         |         |         |              |          | —                 | —              |                                      |
| 2009 | Le fiabe di Fata Cri: Il mostro birbone                    |         |         |         |         |              |          | —                 | —              |                                      |
| 2012 | Cri Megamix                                                |         |         |         |         |              |          | —                 | —              |                                      |

## Album video
| Anno | Titolo                                      | Formati | Formati | Formati      | Posizione massima | Note                         |
| ---- | ------------------------------------------- | ------- | ------- | ------------ | ----------------- | ---------------------------- |
| Anno | Titolo                                      | VHS     | DVD     | Promozionale | ITA               | Note                         |
| 1987 | Fivelandia TV                               |         |         |              | —                 |                              |
| 1987 | Fivelandia TV 2                             |         |         |              | —                 |                              |
| 1991 | Fivelandia TV                               |         |         |              | —                 |                              |
| 1991 | Cristina per noi                            |         |         |              | —                 |                              |
| 1992 | Cantiamo con Cristina: Che avventura!       |         |         |              | —                 |                              |
| 1992 | Cantiamo con Cristina: Cuccioli in erba     |         |         |              | —                 |                              |
| 1993 | Cantiamo con Cristina: Un mondo di amici    |         |         |              | —                 |                              |
| 1993 | Cantiamo con Cristina: Per crescere insieme |         |         |              | —                 |                              |
| 2007 | Roxy Bar nº 24                              |         |         |              | —                 |                              |
| 2013 | Cristina D'Avena Fanclub: 10.11.12          |         |         |              | —                 |                              |
| 2013 | 30 e poi... - Parte seconda                 |         |         |              | —                 | DVD + CD + Libro fotografico |
| 2014 | Cristina D'Avena Fanclub: 16.11.13          |         |         |              | —                 |                              |
| 2015 | Cristina D'Avena Fanclub: 08.11.14          |         |         |              | —                 |                              |
| 2016 | Cristina D'Avena Fanclub: 14.11.15          |         |         |              | —                 |                              |
| 2017 | Cristina D'Avena Fanclub: 12.11.16          |         |         |              | —                 |                              |
| 2018 | Cristina D'Avena Fanclub: 20.01.18          |         |         |              | —                 |                              |
| 2019 | Cristina D'Avena Fanclub: 19.01.19          |         |         |              | —                 |                              |

## Come artista ospite

### Album in studio
| Anno | Titolo                                                   | Formati | Formati | Formati | Formati | Formati      | Formati  | Posizione massima | Certificazioni | Tracce incluse  | Note |
| ---- | -------------------------------------------------------- | ------- | ------- | ------- | ------- | ------------ | -------- | ----------------- | -------------- | --------------- | ---- |
| Anno | Titolo                                                   | CD      | LP      | MC      | DD      | Promozionale | Ristampa | ITA               | Certificazioni | Tracce incluse  | Note |
| 2011 | Gisella Cozzo & Xmas friends: 4 Haiti                    |         |         |         |         |              |          | —                 | —              | Natale speciale |      |
| 2012 | Gagoni                                                   |         |         |         |         |              |          | —                 | —              | Ki Ti Kissa     |      |
| 2017 | Alza gli occhi e vai - Amatrice l'alba dei piccoli passi |         |         |         |         |              |          | —                 | —              |                 |      |

### Album dal vivo
| Anno | Titolo      | Formati | Formati | Formati | Formati | Formati      | Formati  | Posizione massima | Certificazioni | Tracce incluse | Note |
| ---- | ----------- | ------- | ------- | ------- | ------- | ------------ | -------- | ----------------- | -------------- | -------------- | ---- |
| Anno | Titolo      | CD      | LP      | MC      | DD      | Promozionale | Ristampa | ITA               | Certificazioni | Tracce incluse | Note |
| 2018 | Arrivedorci | 2       | 4       |         |         |              |          | —                 | —              | Piattaforma    |      |

### Compilation
| Anno | Compilation                                                   | Formati | Formati | Formati | Formati | Formati      | Formati  | Posizione massima | Posizione massima | Certificazioni | Tracce incluse                                                                  | Note |
| ---- | ------------------------------------------------------------- | ------- | ------- | ------- | ------- | ------------ | -------- | ----------------- | ----------------- | -------------- | ------------------------------------------------------------------------------- | --- |
| Anno | Compilation                                                   | CD      | LP      | MC      | DD      | Promozionale | Ristampa | ITA               | FRA               | Certificazioni | Tracce incluse                                                                  | Note |
| 1968 | 10º Zecchino d'Oro                                            |         |         |         |         |              |          | ?                 | —                 | —              | Il valzer del moscerino                                                         | |
| 1982 | I Puffi                                                       |         |         |         |         |              |          | —                 | —                 | —              | Canzone dei Puffi A E I O U Notte Puff La scuola dei Puffi                      | |
| 1983 | Le canzoni dei Puffi                                          |         |         |         |         |              |          | —                 | —                 | —              | John e Solfami A E I O U La scuola dei Puffi                                    | |
| 1984 | La banda dei Puffi                                            |         |         |         |         |              |          | —                 | —                 | —              | Puffi la la la A E I O U                                                        | |
| 1984 | W la TV                                                       |         |         |         |         |              |          | —                 | —                 | —              | Canzone dei Puffi Georgie                                                       | |
| 1988 | Les Feuilletons de La Cinq - Jeuness                          |         |         |         |         |              |          | —                 | —                 | —              | Princesse Sarah                                                                 | Distribuito in Francia                                                                                            |
| 1988 | Feuilletons de La Cinq                                        |         |         |         |         |              |          | —                 | —                 | —              | Princesse Sarah                                                                 | Distribuito in Francia                                                                                            |
| 1988 | Embrasse-moi, Lucile                                          |         |         |         |         |              |          | —                 | —                 | —              | —                                                                               | Distribuito in Francia, Cristina D'Avena - cori non accreditata                                                   |
| 1989 | Télé Jeunesse - 18 chansons originales de La Cinq             |         |         |         |         |              |          | —                 | —                 | —              | Princesse Sarah                                                                 | Distribuito in Francia                                                                                            |
| 1989 | Auguri!                                                       |         |         |         |         |              |          | —                 | —                 | —              | Cristina                                                                        | LP Picture Disc edito da Five Record                                                                              |
| 1995 | Mamma ho perso la compilation                                 |         |         |         |         |              |          | —                 | —                 | —              | Kiss me Licia                                                                   | |
| 1996 | RTI Music Maggio 1996                                         |         |         |         |         |              |          | —                 | —                 | —              | Dolce Candy (Dance) Sailor Moon e il cristallo del cuore                        | CD Promo Radio, in copertina è segnata Sailor Moon, mentre nel cd è inserita Sailor Moon e il cristallo del cuore |
| 1999 | Cartoons Baby Mix                                             |         |         |         |         |              |          | —                 | —                 | —              | L'incantevole Creamy É quasi magia Johnny                                       | |
| 2000 | Megacartoons                                                  |         |         |         |         |              |          | —                 | —                 | —              | Petali di stelle per Sailor Moon Pesca la tua carta Sakura Sabrina              | |
| 2001 | Totally Pokémon - Le Canzoni della nuova Serie TV!            |         |         |         |         |              |          | —                 | —                 | —              | Always Pokémon                                                                  | |
| 2001 | Kids Party                                                    |         |         |         |         |              |          | —                 | —                 | —              | Always Pokémon Papyrus e i misteri del Nilo Sabrina Tazmania                    | |
| 2001 | Masters Génériques TV: Les années La5 - 2                     |         |         |         |         |              |          | —                 | —                 | —              | Princesse Sarah                                                                 | Distribuito in Francia                                                                                            |
| 2001 | The Best of Pokémon                                           | 2       |         |         |         |              |          | —                 | —                 | —              | Always Pokèmon                                                                  | |
| 2003 | Baby Party 2                                                  |         |         |         |         |              |          | —                 | —                 | —              | Canzone dei Puffi Hamtaro piccoli criceti, grandi avventure                     | |
| 2003 | Baby Party 3                                                  |         |         |         |         |              |          | —                 | —                 | —              | Hamtaro piccoli criceti, grandi avventure (versione latina)                     | |
| 2003 | Maxi Best-of - 1: Les années La5                              | 2       |         |         |         |              |          | —                 | —                 | —              | Princesse Sarah                                                                 | Distribuito in Francia                                                                                            |
| 2004 | Baby Party 4                                                  |         |         |         |         |              |          | —                 | —                 | —              | Doraemon                                                                        | |
| 2005 | A tutto bimbi                                                 | 3       |         |         |         |              |          | —                 | —                 | —              | Cartuno - Parte 2 Cartuno - Parte 3                                             | |
| 2008 | DJ Selection 200 - Cartoons Superhit Vol. 1                   |         |         |         |         |              |          | —                 | —                 | —              | Occhi di gatto                                                                  | |
| 2008 | DJ Selection 200 - Cartoons Superhit Vol. 2                   |         |         |         |         |              |          | —                 | —                 | —              | Mila e Shiro due cuori nella pallavolo Sailor Moon                              | |
| 2009 | Dual Core party 80 mix                                        |         |         |         |         |              |          | —                 | —                 | —              | I ragazzi della Senna Occhi di gatto                                            | |
| 2010 | Matricole & Meteore - La compilation                          | 2       |         |         |         |              |          | —                 | —                 | —              | Medley M&M: Kiss me Licia/Mila e Shiro due cuori nella pallavolo/Occhi di gatto | |
| 2011 | Embrasse-moi, Lucile                                          |         |         |         |         |              |          | —                 | —                 | —              | —                                                                               | Distribuito in Francia Cristina D'Avena - cori non accreditata                                                    |
| 2011 | DJ Selection 314 - Cartoons Superhit Vol. 3                   |         |         |         |         |              |          | —                 | —                 | —              | Pollon, Pollon combinaguai Jem Ti voglio bene Denver Hamtaro ham ham friends    | |
| 2012 | Bara Bara & i balli di gruppo                                 |         |         |         |         |              |          | —                 | —                 | —              | Il coccodrillo come fa?                                                         | |
| 2015 | 58º Zecchino d'Oro                                            |         |         |         |         |              |          | —                 | —                 | —              | Il segreto (Per Mariele)                                                        | Incluso DVD |
| 2015 | 58º Zecchino d'Oro                                            |         |         |         |         |              |          | —                 | —                 | —              | Il segreto (Per Mariele)                                                        | Promozionale Crai                                                                                                 |
| 2016 | Happy Edition Compilation Vol. 3 - Mixata da DJ Osso          |         |         |         |         |              |          | —                 | —                 | —              | L'incantevole Creamy                                                            | |
| 2016 | Super Disco Baby                                              | 2       |         |         |         |              |          | —                 | —                 | —              | C'era una volta... (Honky-Tonky) Il trenino Il leone Ciao nonnino La balena     | Raccolta promozionale pubblicata dall'Associazione culturale TV-Pedia                                             |
| 2016 | 50th Cartoon Music Contest - Gold Compilation 2016            |         |         |         |         |              |          | —                 | —                 | —              | La magia che fa volare Digimon L'albero azzurro Guru guru                       | |
| 2017 | Il meglio dello Zecchino d'Oro                                | 3       |         |         |         |              |          | ?                 | —                 | - ITA: Oro     | Il valzer del moscerino                                                         | |
| 2017 | Christmas Songs, le più belle canzoni di natale               | 2       |         |         |         |              |          | —                 | —                 |                | Happy Xmas (War is over) O Holy Night                                           | |
| 2018 | Christmas Songs - Le canzoni di Natale della tua TV preferita |         |         |         |         |              |          | —                 | —                 |                | Happy Xmas (War is over) (seconda versione italiana) O Holy Night               | — |
| 2020 | Musica da giostra - Volume 7                                  |         |         |         |         |              |          | 3                 | —                 |                | Faccio la brava                                                                 | — |
| 2020 | Pro Latino 136                                                | 2       |         |         |         |              |          | —                 | —                 |                | Faccio la brava                                                                 | — |
| 2024 | Vintage Anime Hits 2 - Les bandes originales les plus cultes  |         |         |         |         |              |          | —                 | —                 |                | Princesse Sarah                                                                 | — |

### Extended play
| Anno | Titolo                                       | Formati | Formati | Formati | Formati | Formati      | Formati  | Posizione massima | Certificazioni | Note |
| ---- | -------------------------------------------- | ------- | ------- | ------- | ------- | ------------ | -------- | ----------------- | -------------- | ---- |
| Anno | Titolo                                       | CD      | LP      | MC      | DD      | Promozionale | Ristampa | ITA               | Certificazioni | Note |
| 2019 | 101 Dalmatian Street (Musica della serie TV) |         |         |         |         |              |          | —                 | —              |      |